# Jeremy Cota
Jeremy Cota (Greenville (Maine), 24 oktober 1988) is een Amerikaanse freestyleskiër.

## Carrière
Bij zijn wereldbekerdebuut, in januari 2010 in Deer Valley, eindigde Cota direct in de top tien. Een jaar later stond hij in Lake Placid voor de eerste maal in zijn carrière op het podium van een wereldbekerwedstrijd.
Op de wereldkampioenschappen freestyleskiën 2011 in Deer Valley eindigde Cota als vierde op het onderdeel moguls en als negende op het onderdeel dual moguls.

## Resultaten

### Wereldkampioenschappen
| Jaar | Plaats      | Resultaten               |
| ---- | ----------- | ------------------------ |
| 2011 | Deer Valley | 9e Dual Moguls 4e Moguls |

### Wereldbeker
Eindklasseringen
| Seizoen   | Algm | MO    |
| --------- | ---- | ----- |
| 2009/2010 | 50e  | 14e   |
| 2010/2011 | 14e  | 5e    |
| 2011/2012 | 4e   | Brons |
| 2012/2013 | 67e  | 13e   |
| 2013/2014 | 87e  | 17e   |